# ريكس تاكر
ريكس تاكر (بالإنجليزية: Rex Tucker)‏ هو لاعب كرة قدم أمريكية أمريكي، ولد في 20 ديسمبر 1976 في مدلاند في الولايات المتحدة.